# Hannes Kolehmainen
Hannes Kolehmainen (Kuopio, 1889. december 9. – Helsinki, 1966. január 11.) finn atléta, közép- és hosszútávfutó. Négyszeres olimpiai bajnok és világrekorder. Ő volt az első a nagyszerű finn hosszútávfutók nemzedékében, gyakran a "Repülő finn" néven emlegették. Kolehmainen több évig versenyzett az Egyesült Államokban, a New York-i milícia 14. ezredének tagja, 1921-től amerikai állampolgár.

## Élete
Kolehmainen, aki sportos családból származott, elkötelezett vegetáriánus volt, kőműves szakmát tanult, testvérei, William és Tatu szintén kiváló hosszútávfutók voltak. Tatu két olimpián versenyzett, 1920-ban a maratoni távon 10. lett. Hannes volt az 1912-es, stockholmi olimpia első számú csillaga, három aranyérmet is nyert a játékokon. Legemlékezetesebb futása az 5000 méteres távon volt, itt heroikus párbajt vívott a francia Jean Bouinnal. A verseny közben felváltva vezettek, Kolehmainen csak új világrekordot felállítva tudott diadalmaskodni. Stockholmban még a 10000 m-es távot és a mára már megszűnt mezei síkfutást tudta megnyerni, csapatban ezüstérmet szerzett.
Pályafutását derékba törte az első világháború, és bár még mindig a világ élmezőnyébe tartozott, inkább a hosszabb távokra, elsősorban a maratonra koncentrált. A háború utáni első olimpián, 1924-ben is az aranyéremért volt harcban a 42 kilométeres távon, de nem tudta befejezni a versenyt.
Kolehmainen utódját a legendás Paavo Nurmiban találta meg, akivel együtt gyújtották meg az olimpiai lángot az 1952-es helsinki olimpián.